# 181ª Squadriglia
La 181ª Squadriglia fu operativa dal febbraio 1918 sull'Aeroporto di Brescia-Ghedi con aerei da bombardamento Caproni.

## Storia
La 181ª Squadriglia nasce all'Aeroporto di Brescia-Ghedi il 10 gennaio 1918 e viene mobilitata il 28 gennaio.
Il 19 febbraio è operativa comandata dal Maggiore Luigi Carnevale che dispone di altri 8 piloti tra cui il Capitano Giulio Laureati ed il Tenente Amerigo Contini, 3 osservatori, 4 mitraglieri e 4 triplani Caproni Ca.40 alle dipendenze dell'XI Gruppo.
Il 24 febbraio 2 Ca bombardano la stazione di Mattarello sganciando 1.200 kg di bombe ed in aprile arrivano altri 4 Ca.40 ed un pilota.
Il 22 maggio 2 Ca si spostano a San Pelagio (Due Carrare) per attaccare l'aeroporto di Motta di Livenza.
Il nuovo aereo aveva problemi al motore Fiat A.12 ed al sistema di alimentazione che causavano degli incidenti.
Il 27 giugno 4 Ca attaccano di notte la stazione di Mattarello che viene attaccata anche il 29 da 3 Ca ed il 5 luglio 1918 il reparto passa sotto il XXII Gruppo (poi 22º Gruppo).
Dopo i gravi incidenti del 17 luglio i voli vengono sospesi dalla DTAM ma comunque la stessa notte un Ca bombarda Mattarello, il 18 luglio Lavis ed il 19 luglio 2 Ca. bombardano la strada di Dro.
A settembre il Cap. osservatore Carlo Marchisio passa al comando dell'unità, dal 9 settembre tutte le squadriglie Ca.40 transitano nella Regia Marina e dal 25 al 29 settembre il reparto si sposta nell'Aeroporto di Poggio Renatico con 4 Ca per 7 piloti.
Nell'ambito della Battaglia di Vittorio Veneto il 23 ottobre la Marina li presta all'Esercito per entrare nella Massa da Bombardamento.
Il 26 ottobre 3 Ca. bombardano la stazione di Conegliano di giorno ed il 28 3 Ca attaccano la stazione di Motta di Livenza.
Il 30 3 Ca. attaccano truppe sulla strada da Sacile a Pordenone ed il 2 novembre un Ca. bombarda Latisana ed il Porto Sant'Andrea sull'Isola di Sant'Andrea nella Laguna di Marano.
Il 4 novembre dispone di 3 Ca. operativi con altri 2 piloti, 5 osservatori e 14 mitraglieri dopo aver svolto nella guerra 15 voli di bombardamento, sganciando 300 bombe ed oltre 140 bombe a mano.
Al 20 marzo 1919 dispone di 9 Ca.4. Nel giugno 1919 va al Comando di Aviazione della Dalmazia trasferendosi con 8 Ca. a Sebenico e viene sciolta il 27 settembre 1919.